# Força dels Tigres de Tripura
La Força dels Tigres de Tripura (All Tripura Tiger Force, ATTF) és una organització armada que pretén l'expulsió dels emigrants bengalís que van immigrar després de 1949, i es va fundar amb el nom Força Tribal de Tripura (All Tripura Tribal Force, ATTF) l'11 de juliol de 1990, amb gent procedent dels Voluntaris Nacionals de Tripura (Tripura National Volunteers, TNV) que no estaven d'acord amb la rendició concertada l'agost de 1988 per Lalit Debbarma. El seu fundador fou Ranjit Debbarma. El canvi de nom i de símbol es va produir el 1992.

## Primera etapa
Va adquirir gran força però el març de 1994, més d'un miler de quadres es van rendir en el marc d'una amnistia garantia el 1993 pel primer ministre de l'estat (que després el govern de l'Índia no va confirmar). Els que encara no s'havien rendit van tornar a començar. Uns 1600 militants es van rendir en 1997, però la majoria van continuar la lluita armada i en 1997 fou declarat il·legal sota la Unlawful Activities (Prevention) Act de 1967. Grups com la Força de la Joventut Tribal de Tripura (Tripura Tribal Youth Force, TTYF), l'Organització d'Alliberament de Tripura (Tripura Liberation Organization, TLO), els Joves Rifles de Tripura (Tripura Young Rifle, TYR), la Força dels Lleons de Tripura (Tripura Lion Force, TLF), i l'Exèrcit Nacional de Tripura (Tripura National Army, TNA, foren creacions seves.

## Líders
Els líders són Ranjit Debbarma, president; Chitta Debbarma àlies Bikash Koloi, vicepresident; i Upendra Debbarma, secretari d'organització. La majoria de l'organització és en mans de la tribu debbarma. Va establir un govern provisional a la selva.

## Segona etapa
En 2004, amb uns 600 militants, va continuar la lluita amb el Front Nacional d'Alliberament de Twipra liderat per Biswamohan Debbarma.

## Aliances
Està aliat al Consell Nacional Socialista de Nagaland (Kaplang) i al Front Unit d'Alliberament d'Assam així com a alguns grups de Manipur i al Front Nacional d'Alliberament d'Arunachal Pradesh (NLFA).

## Bandera
Segons els seus estatuts (article 14) la bandera de l'organització és verda amb el símbol d'un tigre en vermell. Les proporcions són 3:2. En cas de necessitat el color del símbol pot ser canviar.